# Colletotrichum psidii
Colletotrichum psidii är en svampart som beskrevs av Curzi 1927. Colletotrichum psidii ingår i släktet Colletotrichum och familjen Glomerellaceae.   Inga underarter finns listade i Catalogue of Life.